# Saccharomyces
Saccharomyces es un gènere de fongs ascomicots de l'ordre dels sacaromicetals (Saccharomycetales) que inclou 13 espècies de llevat. La incapacitat per utilitzar nitrats i la capacitat de fermentar diversos carbohidrats són les característiques típiques dels Saccharomyces. Les seves colònies poden créixer i madurar en 3 dies i mostren un color groc fosc.

## Característiques
En general, les cèl·lules de Saccharomyces tenen un diàmetre de 2-8 μm i una longitud de 3-25 μm. S'observen blastoconidis (brots cel·lulars). Són globoses i el·lipsoides de forma allargada. La gemmació multilateral (multipolar) és típica. Les pseudohifes, si estan presents, són rudimentàries. Hifes absents.
Saccharomyces produeix ascòspores globoses que es troben en ascs. Cada asc conté d'1 a 4 ascòspores. Els ascs no es trenquen a la maduresa. Quan es tenyeixen amb tinció de Gram, les ascòspores són gramnegatives, mentre que les cèl·lules vegetatives són grampositives.

## Paper en la fabricació d'aliments fermentats
Molts membres d'aquest gènere es consideren molt importants en la producció d'aliments. Un exemple és Saccharomyces cerevisiae, que s'usa en la producció de pa i cervesa.
Els llevats de cervesa són poliploides. Les varietats de llevats de cervesa es poden classificar en dos grups; les soques "ale" (Saccharomyces cerevisiae) i les soques "lager" (Saccharomyces pastorianus o Saccharomyces carlsbergensis a l'antiga taxonomia). Les soques "lager" són una soca híbrida de S. cerevisiae i S. eubayanus i sovint s'anomena fermentació inferior. En canvi, les soques "ale" es coneixen com a soques de fermentació alta, cosa que reflecteixen les seves característiques de separació en fermentadors quadrats oberts. Tot i que les dues espècies difereixen en diverses maneres, com ara la seva resposta a la temperatura, el transport i l'ús del sucre. Les espècies de S. pastorianus i S. cerevisiae estan estretament relacionades dins del gènere Saccharomyces.
Altres membres d'aquest gènere són S. bayanus, utilitzat per a la producció de vi i S. boulardii, usat en medicina. Més recentment, s'ha demostrat que S. boulardii és una subespècie del S. cerevisiae.
Saccharomyces cerevisiae és un dels microorganismes que poden trobar-se en el kefir, que és producte d'una complexa associació de diverses espècies de bacteris i llevats, que causa la fermentació làctica de la llet, transformant la lactosa en àcid làctic, la fermentació alcohòlica, per la qual cosa produeix etanol i CO2 a temperatura ambient, en quantitat ínfima. L'aspecte extern s'assembla a una coliflor, per dins és buit i està recoberta per un polisacàrid gelatinós soluble en aigua denominat kefiran.